# Parafia Najświętszego Serca Jezusowego w Tomaszowie Mazowieckim
Parafia Najświętszego Serca Jezusowego w Tomaszowie Mazowieckim – parafia rzymskokatolicka leżąca na terenie archidiecezji łódzkiej w dekanacie tomaszowskim.
Kościół parafii wybudowany został w 1928 roku. Przed II wojną światową był pod wezwaniem Michała Archanioła. Patrona wybrano na cześć żydowskiego inżyniera chemika – Michała Hertza, który po przejściu na katolicyzm, będąc dyrektorem największej tomaszowskiej fabryki – Tomaszowskiej Fabryki sztucznego Jedwabiu, był faktycznym fundatorem świątyni. Poniósł 1/3 kosztów. Kościół pobudowano w ciągu zaledwie trzech miesięcy – od 1 października do 23 grudnia 1928 roku. Była to wówczas druga parafia rzymskokatolicka w Tomaszowie.
Przy parafii swoją działalność prowadzą: Koła Żywego Różańca, Franciszkański Zakon Świeckich, chór parafialny, schola dziecięca i młodzieżowa, asysta parafialna, grupa młodzieżowa, parafialny zespół Caritas, grupa AA i Al-Anon.
Z parafii pochodzi biskup Ireneusz Pękalski.